# Hausen (Niederbayern)
 For alternative betydninger, se Hausen. (Se også artikler, som begynder med Hausen)
Hausen er en kommune i Landkreis Kelheim i Regierungsbezirk Niederbayern i den tyske delstat Bayern. Den er en del af Verwaltungsgemeinschaft Langquaid.

## Geografi
I kommunen er der ud over Hausen, landsbyerne Großmuß, og Herrnwahlthann.

## Historie
Hausen nævnes første gang mellem 863 og 885. Bebyggelsen tanna monachorum, den nutidige Herrnwahlthann, blev anlagt i 9. århundrede. Hausen hørte til Rentamt Straubing og til Landgericht Kelheim i Kurfyrstedømmet Bayern.
Slaget ved Teugn-Hausen (en:Battle of Teugen-Hausen) 19. april 1809 under 5. Koalitionskrig under Napoleonskrigene, mellem østrigske og franske tropper, forgik i bakkerne i den nordlige del af kommunen.